# Mlýnské Struhadlo
Mlýnské Struhadlo – gmina w Czechach, w powiecie Klatovy, w kraju pilzneńskim. Według danych z dnia 1 stycznia 2014 liczyła 51 mieszkańców.

## Galeria

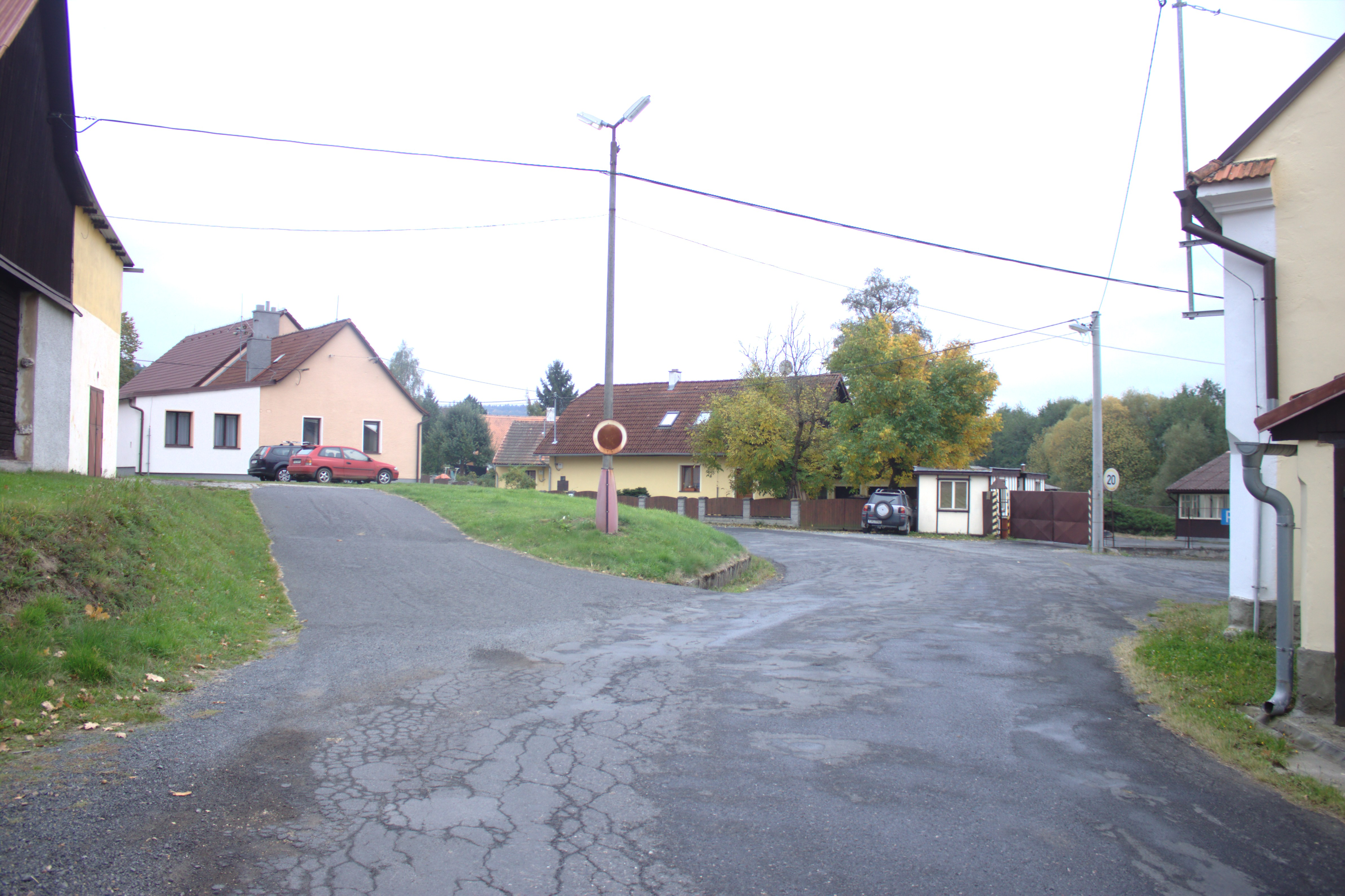
Naczepa
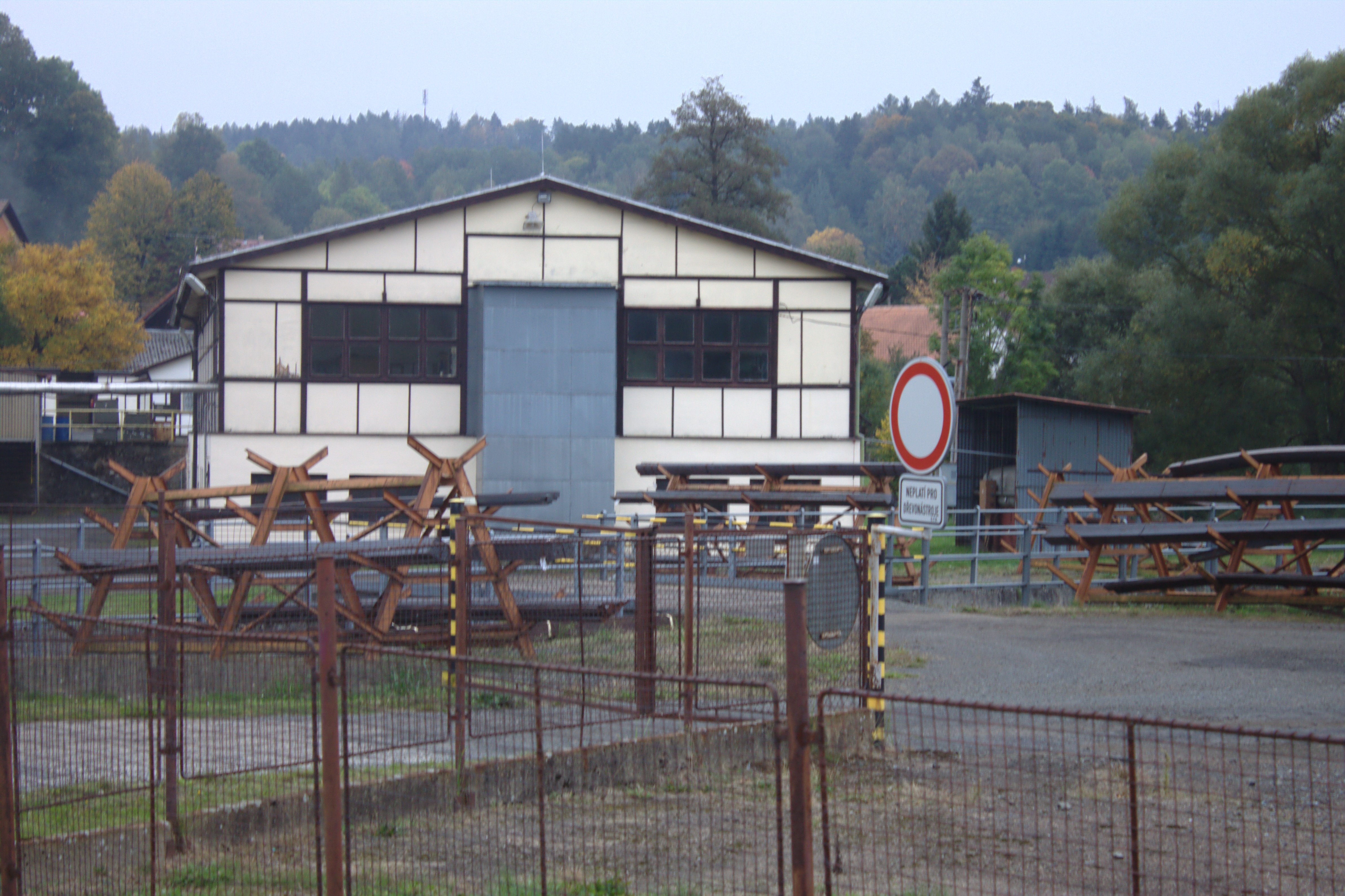
Krowa
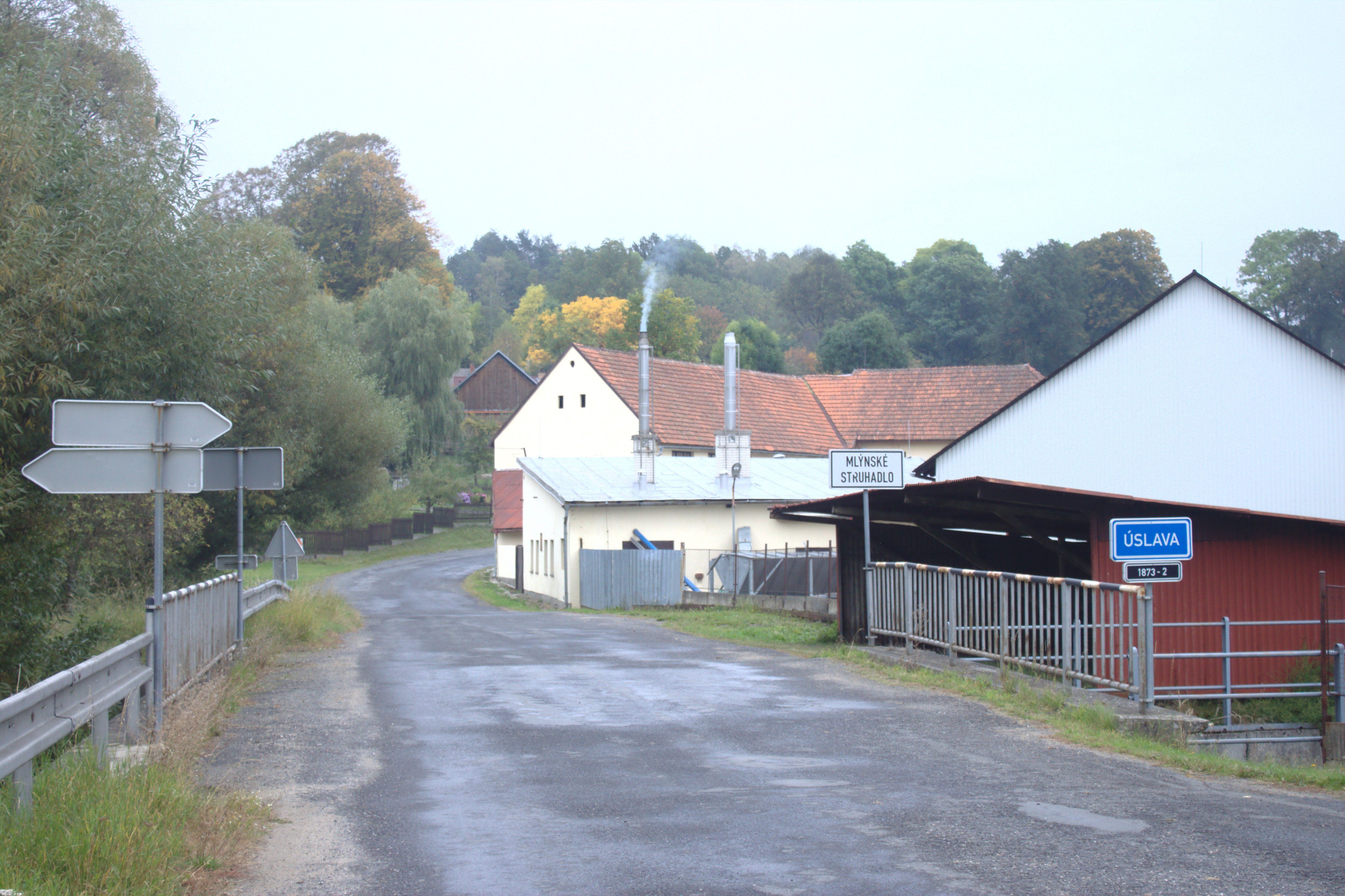
Początek wioski